# Manuel Severiano Nunes
Manuel Severiano Nunes (Manaus, 15 de junho de 1892 – , 23 de abril de 1957) foi um advogado, jornalista, magistrado e político brasileiro com atuação no estado do Amazonas.

## Biografia
Era filho de Francisco Severiano Nunes e Honorina Gonçalves Nunes. Bacharel em direito, trabalhou em Manaus como procurador fiscal e inspetor federal do ensino secundário e foi promotor público em Tefé. Foi também diretor-geral de Instrução Pública, vice-presidente do Departamento Administrativo do Amazonas, secretário do Interior e Justiça e secretário-geral do Estado.
Manuel teve duas esposas, Raimunda dos Santos Nunes e Maria José de Oliveira Nunes, respectivamente. Com a primeira teve dois filhos e com a segunda, oito.
Graduou-se na Faculdade de Ciências Jurídicas e Sociais do Amazonas em 1933.
Na política foi prefeito de Itacoatiara (1931) e deputado estadual (1934-1937) até interromper sua atividade política por conta do Estado Novo. Em 1934, filiou-se e foi membro do Partido Socialista Amazonense. Foi eleito deputado federal pela União Democrática Nacional (UDN) em 1945, e senador em 1947.
Como jornalista, chegou também a colaborar com os jornais amazonenses, como Jornal do Comércio e Brasil Novo.
O político mostrava-se a favor da democracia e contra o totalitarismo. Em janeiro de 1943, fundou, no Rio de Janeiro, a Sociedade Amigos da América, uma organização que pretendia apoiar os ideias democráticos ao lado dos Aliados.
Foi eleito em dezembro de 1945 para deputado pela UDN do Amazonas. O fato ocorreu logo depois da extinção do Estado Novo e Manuel foi o primeiro político a ser eleito após a redemocratização.